# Амора, Даниэль
Даниэль Лопес Амора (порт. Daniel Lopes Amora; 20 ноября 1987, Белу-Оризонти, Бразилия) — бразильский футболист, полузащитник бразильского клуба «Агия ди Мараба».

## Карьера
Дуду начал играть в футбол в клубе «Агия ди Мараба». В 2011 году игрок перешёл в клуб «Гремио Баруэри», однако, в том же году перешёл в «Пайсанду». Следующим клубом стал «Гуаратингета», за который Даниэль отыграл всего лишь три игры и оставил команду. Вернувшись в родной клуб «Агия», Даниэль сыграл 10 матчей и отправился в клуб «Америка» (Натал).